# Шавадзе, Георгий Исаакович
Георгий Исаакович Шавадзе (1911, село Саниоре, Телавский уезд, Тифлисская губерния, Российская империя — неизвестно, село Саниоре, Телавский район, Грузинская ССР) — колхозник колхоза села Саниоре Телавского района, Грузинская ССР. Герой Социалистического Труда (1966).

## Биография
Родился в 1911 году в крестьянской семье в селе Саниоре Телавского уезда. После окончания местной начальной школы трудился в сельском хозяйстве. Во время коллективизации вступил в колхоз села Саниоре Телавского района. Трудился на колхозных виноградниках.
Ежегодно показывал высокие трудовые результаты в виноградарстве. Указом Президиума Верховного Совета СССР от 2 апреля 1966 года удостоен звания Героя Социалистического Труда за «достигнутые успехи в развитии сельского хозяйства, промышленности и науки Грузинской ССР» с вручением ордена Ленина и золотой медали «Серп и Молот» (№ 10865).
После выхода на пенсию проживала в родном селе Саниоре Телавского района. С 1974 года — персональный пенсионер союзного значения. Дата смерти не установлена.